# (3003) Konček
(3003) Konček es un asteroide perteneciente al cinturón de asteroides, descubierto el 28 de diciembre de 1983 por Antonín Mrkos desde el Observatorio Kleť, České Budějovice, República Checa.

## Designación y nombre
Designado provisionalmente como 1983 YH. Fue nombrado Konček en honor al meteorólogo eslovaco Mikuláš Konček.